# Samtgemeinde Dahlenburg
La comunità amministrativa di Dahlenburg (Samtgemeinde Dahlenburg) si trova nel circondario di Luneburgo nella Bassa Sassonia, in Germania.

## Suddivisione
Comprende 5 comuni:
1. Boitze
2. Dahlem
3. Dahlenburg (comune mercato)
4. Nahrendorf
5. Tosterglope

Il capoluogo è Dahlenburg.